# Victor Vasarely
Victor Vasarely (született Csiszár Győző, később Vásárhelyi Győző, Pécs, 1906. április 9. – Párizs, 1997. március 15.) magyar–francia festő, szobrász. Őt tekinthetjük az optikai festészet, vagy „op-art” legjelentősebb képviselőjének, mind életműve, mind számos elméleti munkája révén, amelyekben egyebek között a mozgást úgy jellemzi, mint „azt az erőszakot, amellyel a szerkezetek szemünk recehártyáján közvetlen ingert okoznak”.

## Életpályája

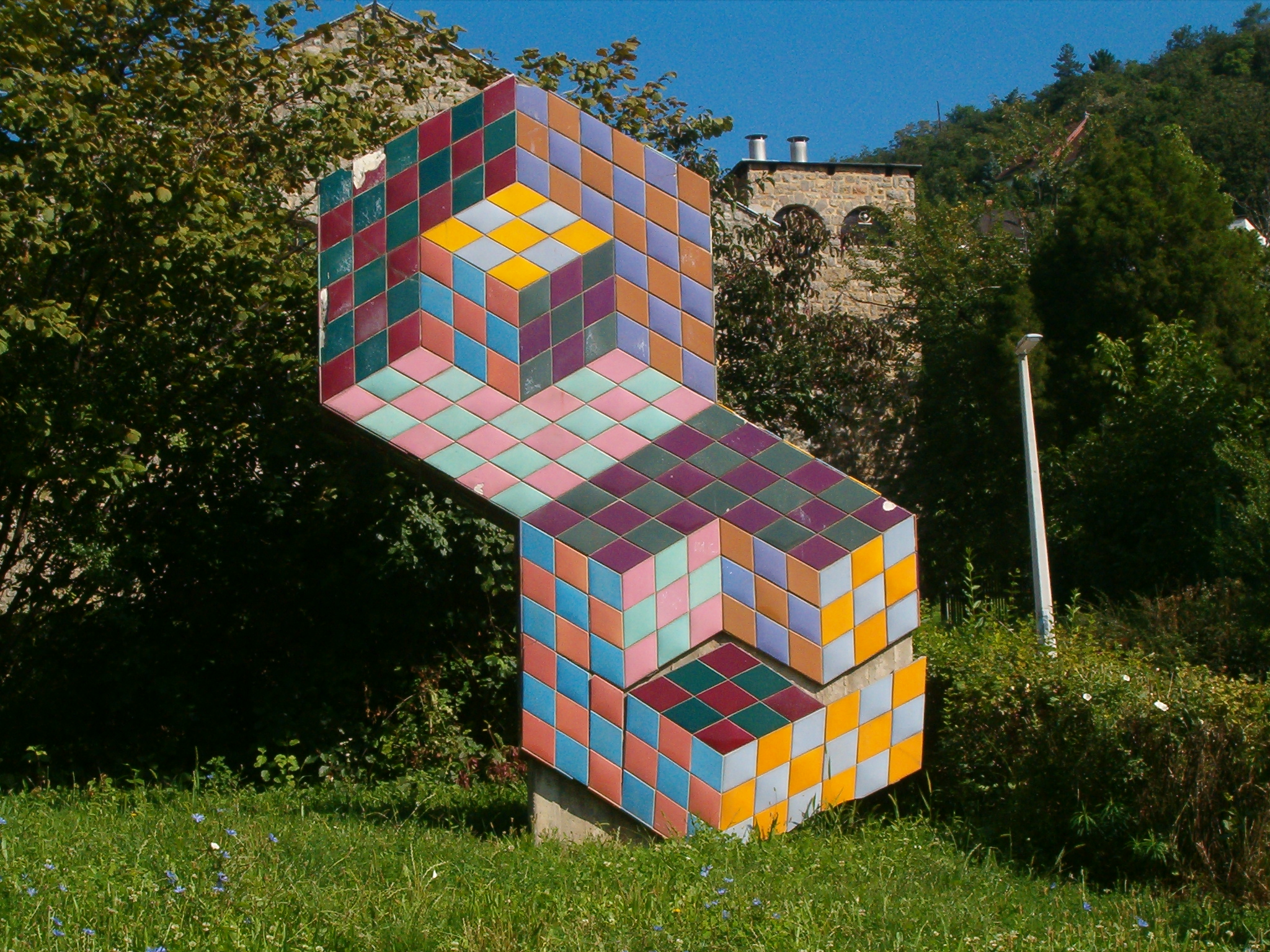
Kültéri Vasarely-alkotás Pécsett

Anyja a Nagyszombatból származó Csiszár Anna, apja a Temesvárról Budapestre költözött Vásárhelyi Győző (Viktor) Lajos főpincér. Vasarely gyermekéveinek egy részét Pöstyénben töltötte.
1908-ban a család Budapestre költözik. A gyermek neve megváltozik: ezentúl Vásárhelyi Győző. A vendéglátás és a színház világa veszi körül: nagynénje, Vásárhelyi Vilma a Nemzeti Színház színésznője, majd a Fővárosi Orfeum és a Tarka Színpad tagja.
1921 és 1925 francia és német nyelvű üzleti levelezést tanul és szerez felső kereskedelmi iskolai érettségi bizonyítványt.
1922-ban Podolini-Volkmann Artúr Szabad Képzőművészeti Rajz- és Festőiskolájába jár esti aktrajzolásra, emellett megtanulja a festék-előállítást, a vászonalapozást, a keretkészítést.
1925-től segédkönyvelő lett a „Labor” Gyógyszer- és Vegyészeti Gyárban, itt kapja első reklámgrafikusi megbízásait is, emellett orvostudományi tanulmányokban mélyed el.
1929 és 1930 között a budapesti Bauhaus-iskolaként megnyíló Műhely tanulója, amelyet 1928-ban alapítanak festők, építészek, technológiai szakemberek (köztük Bortnyik Sándor és Molnár Farkas), akik előzőleg jelen voltak az Új Építők Társaságának megalakulásánál is. Vásárhelyi 1929 őszén csatlakozik az ekkor a VI. kerület Nagymező utca 3. alatti, tetőtéri műterem-lakásába költöző Bortnyik Sándor saját reklámgrafikai Műhelyéhez. Reklámgrafikát, tipográfiát, modern designt, film- és színpadművészetet tanul mesterétől. Itt találkozik Spinner Klára (1909–1991) tervezőgrafikussal. Első reklámterveit is ezekben az években közli
A budapesti Iparművészeti Múzeum Könyv- és Reklámművészeti Kiállításán kiállít Bortnyik Sándor iskolájával 1930-ban. A tárlaton olyan mesterek is részt vesznek, mint Moholy-Nagy László és Breuer Marcell. Vasarely Spinner Klárával reklámgrafikai kiállítást rendez Kovács Ákos galériájában. Ugyanebben az évben Párizsba költözik és házasságot köt Spinner Klárával. Házasságukból két fiuk születik: André (1931) és Jean-Pierre, művésznevén: Yvaral (1934–2002). Vasarely francia nyomdáknak (Draeger, Devambez, Agence Havas) dolgozik.
1933-ban a budapesti Ernst Múzeumban bemutatja a francia megbízásokra készült grafikáit.
1935-ban orvosi kiadványok reklámmellékleteit készíti Roger Bessard kiadójában, akivel társul, ezzel anyagi helyzete biztossá válik. Művészi grafikai tervezést oktató saját szabadiskola alapítását tervezi, de terve nem valósul meg.
1939 A párizsi Flore kávéházban megismerkedik a divatszalont vivő Denise Renével (szül. Denise Bleibtreu, 1913–2012).
1942−1943 Képzőművészeti alkotásokat készít. A trompe-l’œil- és a különféle figuratív elemeket illogikusan egymás mellé helyező képeivel elnyeri a szürrealista André Breton érdeklődését.
1944. február 13-án Párizsban megnyílik a Galerie Denise René (rue La Boétie 124.) első kiállítása, Vasarely rajzai és grafikai kompozíciói címmel. Vasarely ettől kezdve Denise Renével közösen alakítja ki a galéria művészeti programját. 1929–1939/1945 közötti éveit később Grafikai korszakának, a kezdeti figuratív és gesztuális festői periódusát pedig, sikerei ellenére, Tévutaknak nevezi.
1946−1951 A Galerie Denise René a geometrikus absztrakt, majd a kinetikus művészet kizárólagos képviselete felé indul a Peintures abstrait (Absztrakt festészet), I er Salon des Réalités Nouvelles (Az új valóságok első szalonja) és a KlarForm (1951) című kiállításokat követően. A fordulat főszereplője Vasarely.
1947−1954 Belle Isle tengerpartján, majd Gordes-ban (La Vaucluse megye) töltött nyaralásain a fény reflexiójának megfigyelése optikai vizsgálódásra inspirálja, ami megjelenik a Belle Isle- és a Kristály-korszak absztrakt festményein. A párizsi metró csempeburkolatán megfigyelt finom hajszálrepedések ihletik a Denfert-korszak műveit. Belekezd a térlátással, a mélységérzékeléssel kapcsolatos kutatásaiba. Életműve párhuzamosan halad a modern látáskutatással.
1951−1954 Arcueil-be költözik. Fekete–fehér-periódusa elvezeti sajátos kinetikus művészete alapelveihez. Rajzai felnagyításából létrehozza Fotografizmusait. Szitanyomatokat készít és megalkotja első „kinetikus mélyreliefjeit”. Hommage à Malevitch című művét felhasználja 1954-ben, a Carlos Raúl Villanuevával közösen tervezett első építészeti munkájában, a Caracasi Egyetem kerámiafalán.
1955 A Galerie Denise Renében megnyílik a kinetikus művészet első nagy nemzetközi kiállítása: a Le Mouvement (A mozgás). Az egyetlen sárga papírlapra nyomott katalógusban Vasarely közzéteszi úgynevezett Sárga Kiáltványát.
1959−1961 Szabadalmaztatja a szín és forma egységén alapuló plasztikai egység című találmányát, amely Plasztikai ABC-je alapjául szolgál. A demokratikus sokszorosítás gondolata értelmezi Planetáris folklór című sorozatát.
1960 és 1963 Denise Renével két kiállítást rendez Kassák Lajosnak (1887–1967), és kiadja a Kassák–V. Vasarely szitanyomatalbumot (1961).
1961 Annet-sur-Marne-ba költözik.
1965 A New York-i The Museum of Modern Art The Responsive Eye (A fogékony szem) című kiállításának egyik sztárja.
1967 Gestalt-kísérleteivel a látásban rejlő bizonytalanságot, az optikai csalódást, a mozgás képi illúzióját modellezi.
1967−1981 „A színes város” utópisztikus építészeti gondolatait közzéteszi Plasti-Cité (1970) című könyvében. Több köztéri szobrot adományoz Magyarországnak, a pécsi Zsolnay Porcelángyárral együttműködve (a budapesti Déli pályaudvar 1974-es murális művét, majd 1977-es mázaskerámiaplasztikáját).
1968 Vasarely 123 szitanyomatot ajándékoz a budapesti Szépművészeti Múzeumnak. Harmincöt év után először látogat Budapestre.
1969 Retrospektív kiállítása nyílik a budapesti Műcsarnokban. A megnyitón jelen van a művész és családja, Denise René, valamint a Galerie Denise Renét tulajdonló családtagok. Felkeresi Bortnyik Sándort.
1969−1977 Nemzetközi hírű művészek (köztük Josef Albers, Jean Arp, Sonia Delaunay, Le Corbusier) huszonhat geometrikus absztrakt és kinetikus művét küldi a Janus Pannonius és a Szépművészeti Múzeumnak. Három festményét a Szépművészeti Múzeumnak adományozza, a Műcsarnok XX. századi magyar származású művészek külföldön című kiállítása alkalmával.
1970−1996 Gordes-ban Vasarely didaktikai múzeum nyílik.
1976 Aix-en-Provence-ban a művész tervei alapján felépül a Vasarely Alapítvány – Építészeti Központ (Fondation Vasarely – Centre Architectonique). Július 14-én megnyílik a Vasarely Múzeum Pécsett.
1981. szeptember 24-én aláírja a Budapest részére tervezett Vasarely Múzeum adománylevelét.
1983 tavaszán megnyílik az első Vasarely-kiállítás a Szépművészeti Múzeumban, ahol a művész előadást tart alapítványi koncepciójáról.
1987. május 8-án a művész jelenlétében megnyílik az óbudai Vasarely Múzeum, amelyben 411 műtárgy és 92 kiadványból álló könyvtár található.
1989 Budapesten bejegyzik a Vasarely Alapítványt, amely sokszorosító műhelyt működtet és szitanyomatokat értékesít, egyben a nyugati emigráns magyar művészeket dokumentálja.
1997. március 15-én, 91 éves korában Victor Vasarely Párizsban elhunyt rákban.

## Munkássága
Vasarely, aki a harmincas években festő és reklámgrafikus volt, 1950 táján indult el optikai és kinetikai vizsgálatainak útján: kezdetben különböző átlátszó anyagokra készült rajzokat helyezett egymásra, majd utóbb kettős mozgó szerkezeteket készített fehérben és feketében.
Kassák Lajos a Denise René galéria meghívására Victor Vasarelyvel 1961-ben, Párizsban közös kiállításon segítette a geometrikus absztrakció legújabb eredményeivel összhangban felidézni a húszas évek modern művészetének intencióit. Vasarely pedig a közép-kelet-európai tradíció szolgálatvágyát, praktikus jószándékát ösztönösen megérezve fogadta el a továbbépítésre felhívó együttműködést Kassák Lajossal.

## Korai korszaka
E korai korszakának egész pályáját végigkísérő felismerése volt a fekete és fehér ellentétére, és egyáltalán, a poláris vizuális minőségek különbözőségére építhető kompozíció. Az alkalmazott grafikai tervező és a formák analitikusa a későbbiekben többféle változatban feldolgozott zebrák alaptípusát 1938-ban hozta létre, és csak a hatvanas években születtek a korai tervek alapján a szőnyegek párhuzamos darabjai. Ezek a művek – ha tökéletesedésük folyamán hosszabb ideig rejtetten is tartalmazzák a későbbi kinetikus, geometrikus formatörekvéseket – a szürrealizmus közelében fogalmazódtak meg. Céljuk alkalmazott feladat betöltése volt.
Vasarely 1941-től kezdett festeni, de munkái jellemző bizonytalanságokról árulkodnak. A gesztusfestészet és a geometrizáló kompozíció összekapcsolása csak ellentmondásosan játszódhatott le. Saját maga ezt a periódust „tévutaknak" tekintette. Egyik legrégebbi munkája 1942 (Víztükör) néven lett ismert.
A Belle Isle periódust a tengerpart szikláinak, kavicsainak és kagylóinak élménye formálta, lágy, tört színekkel jellemzett, kissé romantikus világ volt ez. 1948-ban hosszabb időt töltött Gordes-ban, ahol a középkori város geometrikus szerkezete, a táj és az ember teremtette művek szilárd harmóniája ragadta meg képzeletét. Ezt a látványélményt adta vissza Kristály-korszakában.

## Denfer-korszak

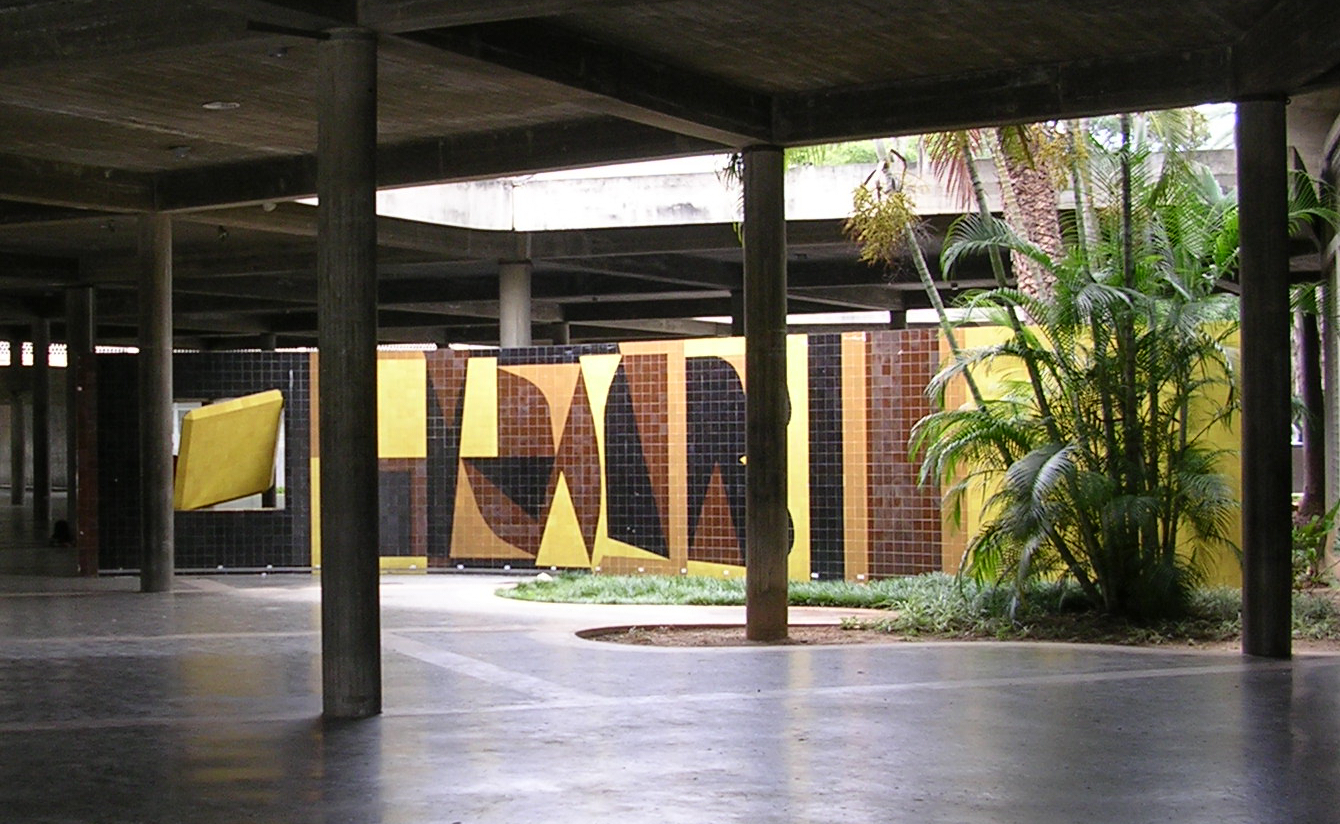
Caracas egyetemi városa (1954)

1951-ben kezdődő alkotói periódusát Denfer-korszaknak nevezte az egyik párizsi metróállomásról. Az elhasználódott falak vakolatán, festésén felfedezett vonalhálók inspirálták az első, igazán kinetikus-optikai jellegű formakapcsolatok kialakításában. Első párizsi kiállítása és az első nemzetközi jelentőségű bemutatkozások után, 1953 körül kezdte megfogalmazni a közösségi művészet új, technológiai szempontból is aktuális normáit. 1954-ben az új caracasi egyetem építkezéseinél három monumentális, murális feladat megoldása során jelentős mértékben tisztázhatta a geometrikus, kinetikus művészet, illetve az architektúra lehetséges kapcsolatának kérdéseit. A „színes város” című tanulmánygyűjteménye nagyrészt ezekből a felismerésekből táplálkozott. Készített filmeket, kinetikus kompozíciókat, elkezdett foglalkozni a nagy példányszámban előállítható, de eredeti festői kvalitásokat képviselő szerigráfiák nyomásával. Első grafikai albumait is az ötvenes évek végén készítette.
A magyar művészet egyetemes története felől nézve, a nagyobb áttörést az 1961-es, Kassák Lajossal közösen rendezett kiállítása jelentette, melynek alkalmából jelentette meg a Denise René Galéria a Kassák/Vasarely-albumot. Ebben a sokszorosított grafikai műveket bemutató albumban a klasszikus avantgárd kelet-európai közelmúltjának eszméi kapcsolódtak össze a modern Nyugat struktúraelvű és új illuzionizmus felé átalakuló vizuális művészeti törekvéseivel. A planetáris folklór elemi geometriája, a permutációs ciklus formacsoportokat váltogató, variáló metodikája működni kezdett a fekete/fehér ellentéteire épülve csakúgy, mint varázslatosan színes változatokban.

## Gordes

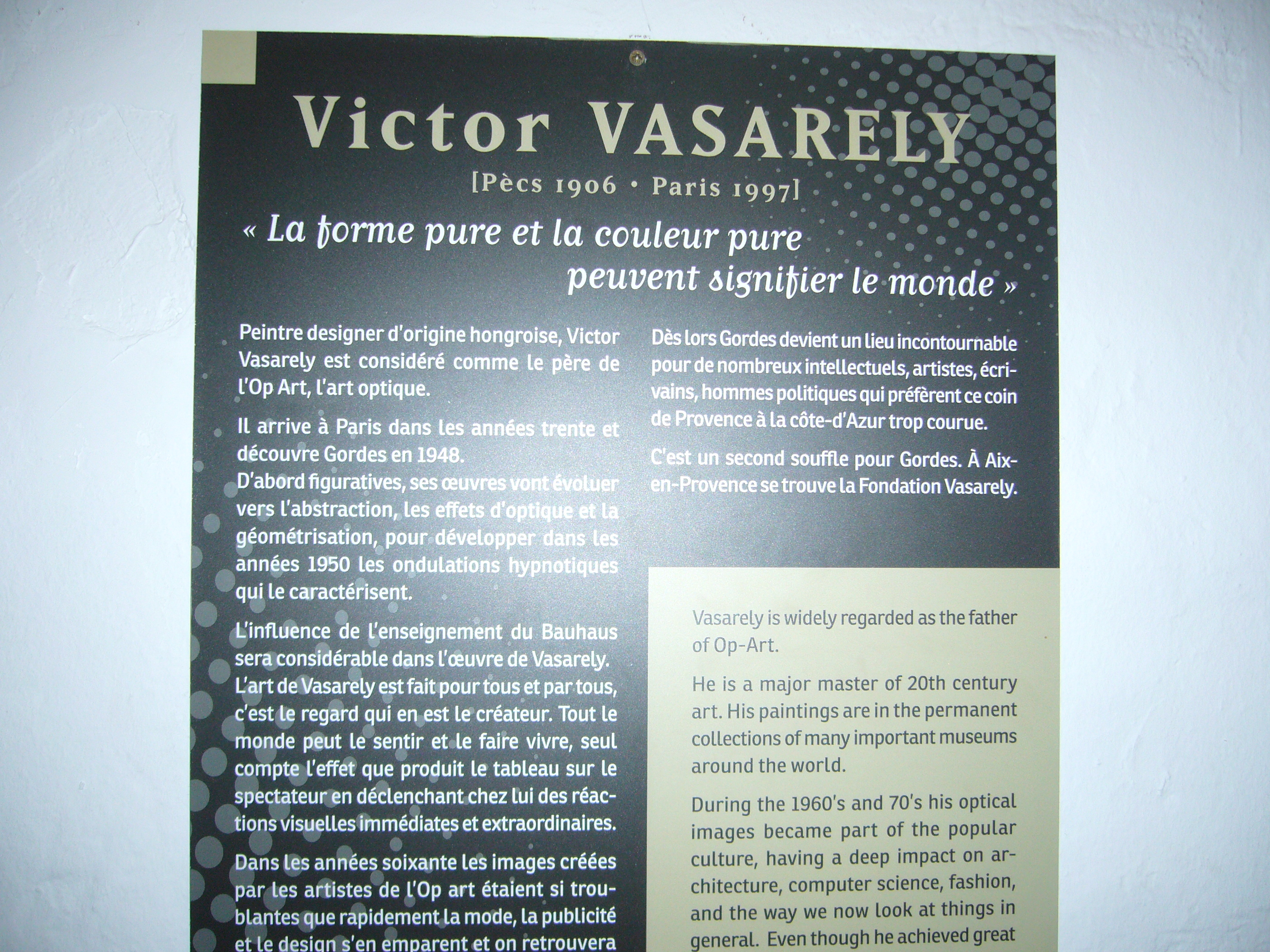
Emlékposzter Victor Vasarely tiszteletére a gordes-i várban

Gordes-ban alkotott sok éven át. Saját költségén renováltatta a várat, ahol didaktikai múzeumot létesített, s amelyet 1970. június 6-án Georges Pompidou elnök felesége, Claude asszony nyitott meg. 1996-ban a múzeum 500 alkotását átvitték az Aix-en-Provence-i Vasarely Alapítvány múzeumába.

## Aix-en-Provence
1976-ban, a pécsi állandó Victor Vasarely Múzeum megnyitásának évében avatták fel Aix-en-Provence-ban saját alapítványi múzeumát, mely a képzőművészet és építészet szintézisének egy lehetséges egyéni megoldása, de ezen túl az elemző vizuális kísérletezés nemzetközi műhelye is volt. Victor Vasarely szigorú rendszerességgel élt és alakította ki ars poeticáját.
A szerves összefüggések viszont már nemcsak leíró (táj), hanem dinamikai értékekkel is telítve lettek, a formák leszakadtak a látott valóság képéről, megszületett egy sajátságos logikájú vizuális műveletrendszer alapja. A Kristály-korszak ezeket a tanulságokat vitte tovább a tiszta absztrakció felé.
A Vasarely életmű ma már pontosan beilleszthető a 20. század művészetének tényei közé, és itt felülvizsgálatra szorul a sokszorosítással, a tudomány és technika segítségével népművészetté váló modern kreativitás humanista vágyképe. Az üzleti mutatók, az aukciók és a múzeumi gyűjtemények sorra bizonyítják, hogy a Vasarely-életműben az individuális „művészi mutatvány” értékelődött fel, míg minden más a kommersz fogyasztási kultúra alkalmazott, de egyre kevésbé alkalmazható – mert hiszen ez a dimenzió van leginkább kiszolgáltatva a divat hóbortjainak – területére szorult. Ma már nem hordanak op-art-mintás fürdőruhát, a zebrák bármilyen izgalmas fekete-fehér vonalvibrálásait, a variációk retinális izgalmait felváltotta a képernyő egyelőre felülmúlhatatlan és kimeríthetetlennek mutatkozó vizuális gazdagsága.
Amikor az első francia űrhajóssal, Jean-Loup Chrétiennel 154 eredeti szerigráfiát küldött a Szaljut–7-en a világűrbe, már ennek az új korszaknak gondolt barátságos gesztusokat tenni. A lapokat mindhárom űrhajós ellátta kézjegyével, majd azokat jótékony célra az UNESCO-nak átadták. Minden arra int bennünket, hogy Vasarely páratlanul invenciózus, és egy nagy történeti korszak törekvéseit szintetizáló életművét az individuális, nagy művészeti teljesítmények között tartsuk számon.
Utolsó műveit 1990 és 1997, vagyis halálának esztendeje között már nem jellemezhetjük váratlan invenciókkal.

## Kötetei magyarul
- Vasarely önmagáról; bev. Marcel Joray; Zrínyi Ny., Bp., 1969
- Színes város. A művészet hétköznapi életünkben; ford. Vigh Árpád; Gondolat, Bp., 1983
- Gea; ford. Vigh Árpád; Corvina, Bp., 1986